# 禄文斌
禄文斌（1933年—），男，彝族，贵州威宁人，中华人民共和国政治人物，曾任贵州省人大常委会副主任，第九届全国人大代表。